# Репортаж
Репортаж (на френски: reportage, докладване) в журналистиката е вид публицистичен материал, който включва актуални новини и техния анализ. Начинът на поднасяне е информативен, образен и експресивен и се отнася за настоящо събитие.
Първите репортажи са писмени и обикновено се отнасят за военни събития. Репортажи пишат известни писатели като Джек Лондон и Ърнест Хемингуей. С изобретяването на телеграфа, телефона и радиото се предлагат нови начини за поднасяне на информацията.

## Видове репортаж
- фото репортаж
- кино репортаж
- телевизионен репортаж